# 100 крупнейших авиационных катастроф XX века
В данном списке приведены 100 крупнейших (по числу погибших) авиационных катастроф, произошедших в XX веке (в период с 1 января 1901 по 31 декабря 2000 года).
Катастрофы приведены в порядке убывания общего числа погибших, которое определяется сложением числа погибших на борту с числом погибших на земле. Если пострадавший умер по истечении 30 дней с момента катастрофы, это классифицируется как «вред здоровью со смертельным исходом», и его не относят к погибшим. Катастрофы с одинаковым числом погибших приведены в хронологическом порядке начиная с самой ранней. Столкновение воздушных судов рассматривается как одна катастрофа.
Из перечисленных в списке катастроф 24 имеют 200 и более погибших, в том числе 6 — более 300. Крупнейшая авиакатастрофа XX века, а также крупнейшая катастрофа в истории авиации вообще (не считая террористических актов 11 сентября 2001 года) произошла 27 марта 1977 года, когда в аэропорту Лос-Родеос на Тенерифе столкнулись два самолёта Boeing 747, при этом погибли 583 человека.

## Список
- Число погибших — общее число погибших в катастрофе, за исключением смертельно раненых (погибли позже, чем через 30 дней).
- Дата — указана по часовому поясу места катастрофы.
- Иллюстрация — изображение разбившегося воздушного судна или идентичного ему.
- Воздушное судно — тип разбившегося воздушного судна. В случае столкновения указаны только воздушные суда, на которых были погибшие.
- Оператор — компания, выполнявшая рейс. Если воздушное судно было зафрахтовано, то его владелец указан в скобках.
- Место — место катастрофы.
- Страна — страна, в которой произошла катастрофа (на момент событий).
- Комментарий — краткое описание катастрофы.

| №   | Ч   | Дата                  | Иллюстрация                                                                                       | Воздушное судно           | Оператор                                            | Место                                           | Страна               | Комментарий                                                                                               | И                    |
| --- | --- | --------------------- | ------------------------------------------------------------------------------------------------- | ------------------------- | --------------------------------------------------- | ----------------------------------------------- | -------------------- | --- | -------------------- |
| 1   | 583 | 27 марта 1977 года    | Разбившийся самолёт · Разбившийся самолёт                                                         | B747-206B B747-121        | KLM Pan Am                                          | Лос-Родеос, Тенерифе                            | Испания              | Столкновение на ВПП                                                                                       | [ 2 ] [ 3 ]          |
| 2   | 520 | 12 августа 1985 года  | Разбившийся самолёт                                                                               | B747SR-46                 | Japan Air Lines                                     | близ Уэно, Гумма                                | Япония               | Потеря управления из-за разрушения гермошпангоута, столкновение с горой                                   | [ 4 ]                |
| 3   | 349 | 12 ноября 1996 года   | Разбившийся самолёт · Разбившийся самолёт                                                         | B747-168B Ил-76ТД         | Saudi Arabian Airlines Kazakhstan Airlines          | близ Чархи-Дадри, Харьяна                       | Индия                | Столкновение в воздухе                                                                                    | [ 5 ] [ 6 ]          |
| 4   | 346 | 3 марта 1974 года     | Разбившийся самолёт                                                                               | DC-10-10                  | Turkish Airlines                                    | Эрменонвиль, близ Парижа                        | Франция              | Потеря управления из-за взрывной декомпрессии                                                             | [ 7 ]                |
| 5   | 329 | 23 июня 1985 года     | Разбившийся самолёт                                                                               | B747-237B                 | Air-India                                           | Атлантический океан, 176 км от Корка            | Открытое море        | Взрыв бомбы на борту                                                                                      | [ 8 ]                |
| 6   | 301 | 19 августа 1980 года  | Разбившийся самолёт                                                                               | L1011-385-1-15 200        | Saudi Arabian Airlines                              | Эр-Рияд                                         | Саудовская Аравия    | Пожар на борту                                                                                            | [ 9 ]                |
| 7   | 298 | 8 января 1996 года    | Разбившийся самолёт                                                                               | Ан-32Б                    | African Air ( Moscow Airways)                       | Киншаса                                         | Заир                 | Выкатывание за пределы ВПП и столкновение с рынком при взлёте                                             | [ 10 ]               |
| 8   | 290 | 3 июля 1988 года      | A300B2-203 авиакомпании Iran Air                                                                  | A300B2-203                | Iran Air                                            | Персидский залив, в 4 км от Кешма               | Открытое море        | Сбит крейсером Vincennes ВМС США                                                                          | [ 11 ]               |
| 9   | 273 | 25 мая 1979 года      | Разбившийся самолёт                                                                               | DC-10-10                  | American Airlines                                   | Чикаго                                          | США                  | Отрыв двигателя при взлёте, падение на трейлерный парк                                                    | [ 12 ]               |
| 10  | 270 | 21 декабря 1988 года  | Разбившийся самолёт                                                                               | B747-121                  | Pan Am                                              | Локерби                                         | Великобритания       | Взрыв бомбы на борту, падение на город                                                                    | [ 13 ]               |
| 11  | 269 | 1 сентября 1983 года  | Разбившийся самолёт                                                                               | B747-230B                 | Korean Air                                          | пролив Лаперуза                                 | Открытое море        | Сбит истребителем Су-15 ВВС СССР после двукратного нарушения границы                                      | [ 14 ]               |
| 12  | 264 | 26 апреля 1994 года   | Разбившийся самолёт                                                                               | A300B4-622R               | China Airlines                                      | Нагоя                                           | Япония               | Потеря управления при заходе на посадку                                                                   | [ 15 ]               |
| 13  | 261 | 11 июля 1991 года     | Разбившийся самолёт                                                                               | DC-8-61                   | Nigeria Airways ( Nationair)                        | Джидда                                          | Саудовская Аравия    | Пожар на борту                                                                                            | [ 16 ]               |
| 14  | 257 | 28 ноября 1979 года   | Разбившийся самолёт                                                                               | DC-10-30                  | Air New Zealand                                     | Эребус, остров Росса                            | Антарктика           | Столкновение с горой                                                                                      | [ 17 ]               |
| 15  | 256 | 12 декабря 1985 года  | Разбившийся самолёт                                                                               | DC-8-63CF                 | Arrow Air                                           | Гандер                                          | Канада               | Крушение после взлёта из-за обледенения крыльев либо пожара или взрыва на борту                           | [ 18 ]               |
| 16  | 234 | 26 сентября 1997 года | Разбившийся самолёт                                                                               | A300B4-220                | Garuda Indonesia                                    | близ Медана                                     | Индонезия            | Столкновение с горой                                                                                      | [ 19 ]               |
| 17  | 230 | 17 июля 1996 года     | Разбившийся самолёт                                                                               | B747-131                  | Trans World Airlines                                | Атлантический океан близ Ист-Моричес            | США                  | Взрыв топливного бака из-за воспламенения паров топлива                                                   | [ 20 ]               |
| 18  | 229 | 2 сентября 1998 года  | Разбившийся самолёт                                                                               | MD-11                     | Swissair                                            | залив святой Маргарет, близ Галифакса           | Канада               | Пожар на борту                                                                                            | [ 21 ]               |
| 19  | 228 | 6 августа 1997 года   | Разбившийся самолёт                                                                               | B747-3B5                  | Korean Air                                          | близ Аганьи                                     | США                  | Столкновение с холмом при заходе на посадку                                                               | [ 22 ]               |
| 20  | 223 | 26 мая 1991 года      | Разбившийся самолёт                                                                               | B767-3Z9ER                | Lauda Air                                           | национальный парк Пхутой, Супханбури            | Таиланд              | Падение с эшелона, разрушение в воздухе                                                                   | [ 23 ]               |
| 21  | 217 | 31 октября 1999 года  | Разбившийся самолёт                                                                               | B767-366ER                | EgyptAir                                            | Атлантический океан, в 100 км от Нантакета      | Открытое море        | Падение с эшелона из-за самоубийства пилота или технической неисправности                                 | [ 24 ]               |
| 22  | 213 | 1 января 1978 года    | Разбившийся самолёт                                                                               | B747-237B                 | Air-India                                           | Аравийское море, близ Бомбея                    | Индия                | Крушение после взлёта из-за ошибочных действий экипажа, вызванных неисправностью авиагоризонта            | [ 25 ]               |
| 23  | 203 | 16 февраля 1998 года  | Разбившийся самолёт                                                                               | A300B4-622R               | China Airlines                                      | Таоюань                                         | Китайская Республика | Потеря управления при заходе на посадку, столкновение с домами                                            | [ 26 ]               |
| 24  | 200 | 10 июля 1985 года     | Ту-154Б-2 авиакомпании «Аэрофлот», идентичный разбившемуся                                        | Ту-154Б-2                 | Аэрофлот                                            | близ Кокпатаса, Навоийская область              | СССР                 | Сваливание в плоский штопор                                                                               | [ 27 ]               |
| 25  | 191 | 4 декабря 1974 года   | Разбившийся самолёт                                                                               | DC-8-55CF                 | Garuda Indonesia ( Martinair)                       | близ Маскелии                                   | Шри-Ланка            | Столкновение с горой при заходе на посадку                                                                | [ 28 ]               |
| 26  | 189 | 6 февраля 1996 года   | Разбившийся самолёт                                                                               | B757-225                  | Birgenair                                           | Атлантический океан, в 26 км от Пуэрто-Плата    | Открытое море        | Падение с эшелона из-за ошибочных действий экипажа, вызванных блокировкой трубки Пито                     | [ 29 ]               |
| 27  | 188 | 3 августа 1975 года   | Разбившийся самолёт                                                                               | B707-321C                 | Royal Air Maroc ( Alia)                             | Атлас, близ Агадира                             | Марокко              | Столкновение с горой при заходе на посадку                                                                | [ 30 ]               |
| 28  | 183 | 15 ноября 1978 года   | Разбившийся самолёт                                                                               | DC-8-63CF                 | Garuda Indonesia ( Loftleiðir)                      | Негомбо                                         | Шри-Ланка            | Крушение при заходе на посадку                                                                            | [ 31 ]               |
| 29  | 183 | 9 мая 1987 года       | Разбившийся самолёт                                                                               | Ил-62М                    | LOT                                                 | Варшава                                         | Польша               | Потеря управления из-за пожара двигателя                                                                  | [ 32 ]               |
| 30  | 181 | 27 ноября 1983 года   | Разбившийся самолёт                                                                               | B747-283BM                | Avianca ( Scandinavian Airlines System)             | Мехорада-дель-Кампо, близ Мадрида               | Испания              | Столкновение с холмами при заходе на посадку                                                              | [ 33 ]               |
| 31  | 180 | 1 декабря 1981 года   | Разбившийся самолёт                                                                               | DC-9-81 (MD-81)           | Inex-Adria Aviopromet                               | близ Аяччо, Корсика                             | Франция              | Столкновение с горой при заходе на посадку                                                                | [ 34 ]               |
| 32  | 178 | 11 августа 1979 года  | Ту-134А авиакомпании «Аэрофлот»                                                                   | Ту-134А Ту-134АК          | Аэрофлот                                            | близ Днепродзержинска, Днепропетровская область | СССР                 | Столкновение в воздухе                                                                                    | [ 35 ] [ 36 ]        |
| 33  | 178 | 11 октября 1984 года  | Ту-154Б-1 авиакомпании «Аэрофлот»                                                                 | Ту-154Б-1                 | Аэрофлот                                            | Омск                                            | СССР                 | Столкновение с аэродромными машинами на ВПП при посадке                                                   | [ 37 ]               |
| 34  | 177 | 10 сентября 1976 года | Разбившийся самолёт · Разбившийся самолёт                                                         | HS-121-3B DC-9-31         | British Airways Inex-Adria Aviopromet               | близ Врбовеца                                   | Югославия            | Столкновение в воздухе                                                                                    | [ 38 ] [ 39 ]        |
| 35  | 176 | 22 января 1973 года   | Разбившийся самолёт                                                                               | B707-3D3C                 | Nigeria Airways ( Alia)                             | Кано                                            | Нигерия              | Крушение при посадке из-за сильного ветра                                                                 | [ 40 ]               |
| 36  | 176 | 7 июня 1989 года      | Разбившийся самолёт                                                                               | DC-8-62                   | Surinam Airways                                     | близ Парамарибо                                 | Суринам              | Столкновение с деревом при заходе на посадку                                                              | [ 41 ]               |
| 37  | 174 | 13 октября 1972 года  | Ил-62 авиакомпании «Аэрофлот»                                                                     | Ил-62                     | Аэрофлот                                            | Нерское озеро, близ Москвы                      | СССР                 | Крушение при заходе на посадку                                                                            | [ 42 ]               |
| 38  | 170 | 19 сентября 1989 года | Разбившийся самолёт                                                                               | DC-10-30                  | UTA                                                 | Тенере, близ Бильмы                             | Нигер                | Взрыв бомбы на борту                                                                                      | [ 43 ]               |
| 39  | 169 | 30 января 2000 года   | Разбившийся самолёт                                                                               | A310-304                  | Kenya Airways                                       | Гвинейский залив, близ Абиджана                 | Кот-д’Ивуар          | Крушение после взлёта из-за ошибочных действий экипажа, вызванных ложным сигналом об опасности сваливания | [ 44 ]               |
| 40  | 167 | 31 марта 1986 года    | Boeing 727-264Adv авиакомпании Mexicana                                                           | B727-264/Adv              | Mexicana                                            | Восточная Сьерра-Мадре, Мичоакан                | Мексика              | Пожар на борту                                                                                            | [ 45 ]               |
| 41  | 167 | 28 сентября 1992 года | Разбившийся самолёт                                                                               | A300B4-203                | PIA                                                 | близ Катманду                                   | Непал                | Столкновение с горой при заходе на посадку                                                                | [ 46 ]               |
| 42  | 166 | 8 июля 1980 года      | Ту-154Б-2 авиакомпании «Аэрофлот»                                                                 | Ту-154Б-2                 | Аэрофлот                                            | Алма-Ата                                        | СССР                 | Крушение после взлёта из-за сдвига ветра                                                                  | [ 47 ]               |
| 43  | 162 | 30 июля 1971 года     | Boeing 727-200 авиакомпании ANA                                                                   | B727-281/Adv              | All Nippon Airways                                  | Сидзукуиси, близ Мориоки                        | Япония               | Столкновение в воздухе с F-86                                                                             | [ 48 ]               |
| 44  | 160 | 6 июня 1994 года      | Ту-154М авиакомпании China Northwest Airlines                                                     | Ту-154М                   | China Northwest Airlines                            | близ Сианя                                      | Китай                | Разрушение в воздухе из-за неправильной настройки автопилота                                              | [ 49 ]               |
| 45  | 159 | 28 ноября 1987 года   | Разбившийся самолёт                                                                               | B747-244B Combi           | South African Airways                               | Индийский океан, в 248 км от Порт-Луи           | Открытое море        | Пожар на борту                                                                                            | [ 50 ]               |
| 46  | 159 | 26 сентября 1992 года | C-130H ВВС Нигерии                                                                                | C-130H-LM                 | ВВС Нигерии                                         | близ Лагоса                                     | Нигерия              | Отказ трёх двигателей после взлёта                                                                        | [ 51 ]               |
| 47  | 159 | 20 декабря 1995 года  | Boeing 757-223 авиакомпании American Airlines                                                     | B757-223                  | American Airlines                                   | близ Кали                                       | Колумбия             | Столкновение с горой                                                                                      | [ 52 ]               |
| 48  | 157 | 22 декабря 1992 года  | Разбившийся самолёт                                                                               | B727-2L5/Adv              | Libyan Arab Airlines                                | близ Триполи                                    | Ливия                | Столкновение в воздухе с МиГ-23                                                                           | [ 53 ]               |
| 49  | 156 | 14 августа 1972 года  | Ил-62 авиакомпании Interflug                                                                      | Ил-62                     | Interflug                                           | близ Кёнигс-Вустерхаузена                       | ГДР                  | Пожар на борту                                                                                            | [ 54 ]               |
| 50  | 156 | 26 ноября 1979 года   | Boeing 707-340C авиакомпании PIA                                                                  | B707-340C                 | PIA                                                 | близ Таифа                                      | Саудовская Аравия    | Пожар на борту                                                                                            | [ 55 ]               |
| 51  | 156 | 16 августа 1987 года  | MD-82 авиакомпании Northwest Airlines                                                             | MD-82                     | Northwest Airlines                                  | Ромьюлус, Метро Детройт                         | США                  | Падение на автодорогу после взлёта                                                                        | [ 56 ]               |
| 52  | 155 | 12 мая 1968 года      | C-130B Hercules ВВС США                                                                           | C-130B                    | ВВС США                                             | Кхамдык                                         | Южный Вьетнам        | Сбит вьетконговцами                                                                                       | [ 57 ]               |
| 53  | 155 | 16 марта 1969 года    | DC-9 авиакомпании Viasa                                                                           | DC-9-32                   | Viasa ( Avensa)                                     | Маракайбо                                       | Венесуэла            | Крушение после взлёта из-за перегруза, столкновение с домами                                              | [ 58 ]               |
| 54  | 155 | 3 декабря 1972 года   | Разбившийся самолёт                                                                               | CV-990-30A-5              | Spantax                                             | Лос-Родеос, Тенерифе                            | Испания              | Крушение после взлёта из-за нулевой видимости                                                             | [ 59 ]               |
| 55  | 154 | 19 сентября 1976 года | Boeing 727-2F2 авиакомпании Turkish Airlines                                                      | B727-2F2                  | Turkish Airlines                                    | Ыспарта                                         | Турция               | Крушение из-за ошибки пилота, принявшего шоссе за ВПП                                                     | [ 60 ]               |
| 56  | 153 | 9 июля 1982 года      | Разбившийся самолёт                                                                               | B727-235                  | Pan Am                                              | Кеннер                                          | США                  | Потеря высоты при взлёте из-за сдвига ветра, столкновение с деревьями и домами                            | [ 61 ]               |
| 57  | 150 | 3 сентября 1989 года  | Ил-62М авиакомпании Cubana de Aviación                                                            | Ил-62М                    | Cubana de Aviación                                  | Гавана                                          | Куба                 | Крушение при взлёте в сложных метеоусловиях, падение на пригород                                          | [ 62 ]               |
| 58  | 148 | 19 февраля 1985 года  | Boeing 727-256 авиакомпании Iberia                                                                | B727-256                  | Iberia                                              | близ Бильбао                                    | Испания              | Столкновение с телебашней на горе                                                                         | [ 63 ]               |
| 59  | 146 | 25 апреля 1980 года   | Разбившийся самолёт                                                                               | B727-46                   | Dan-Air                                             | Тенерифе                                        | Испания              | Столкновение с горой                                                                                      | [ 64 ]               |
| 60  | 144 | 25 сентября 1978 года | Разбившийся самолёт                                                                               | B727-214 Cessna 172       | Pacific Southwest Airlines Gibbs Flite Center, Inc. | Сан-Диего                                       | США                  | Столкновение в воздухе, падение на город                                                                  | [ 65 ]               |
| 61  | 144 | 8 февраля 1989 года   | Разбившийся самолёт                                                                               | B707-331B                 | Independent Air                                     | Санта-Мария                                     | Португалия           | Столкновение с горой                                                                                      | [ 66 ]               |
| 62  | 144 | 7 ноября 1996 года    | Boeing 727-200 авиакомпании ADC Airlines                                                          | B727-231                  | ADC Airlines                                        | близ Эджирина                                   | Нигерия              | Потеря управления при уклонении от столкновения                                                           | [ 67 ]               |
| 63  | 143 | 17 марта 1988 года    | Boeing 727-21 авиакомпании Avianca                                                                | B727-21                   | Avianca                                             | близ Кукуты                                     | Колумбия             | Столкновение с горой                                                                                      | [ 68 ]               |
| 64  | 143 | 23 августа 2000 года  | Разбившийся самолёт                                                                               | A320-212                  | Gulf Air                                            | Персидский залив, близ Мухаррака                | Бахрейн              | Падение в воду при уходе на второй круг                                                                   | [ 69 ]               |
| 65  | 141 | 24 ноября 1992 года   | Boeing 737-3Y0 авиакомпании China Southern Airlines                                               | B737-3Y0                  | China Southern Airlines                             | близ Гуйлиня                                    | Китай                | Сваливание, столкновение с горой                                                                          | [ 70 ]               |
| 66  | 141 | 18 декабря 1995 года  | Разбившийся самолёт (в период эксплуатации в Líneas Aéreas Paraguayas)                            | L-188C                    | Trans Service Airlift                               | близ Каунгулы                                   | Ангола               | Потеря управления из-за перегруза                                                                         | [ 71 ]               |
| 67  | 141 | 29 августа 1996 года  | Ту-154М авиакомпании «Внуковские авиалинии»                                                       | Ту-154М                   | Внуковские авиалинии                                | близ Лонгйира, Шпицберген                       | Норвегия             | Столкновение с горой при заходе на посадку                                                                | [ 72 ]               |
| 68  | 138 | 4 апреля 1975 года    | Lockheed C-5A Galaxy ВВС США                                                                      | C-5A                      | ВВС США                                             | близ Сайгона                                    | Южный Вьетнам        | Потеря управления из-за взрывной декомпрессии                                                             | [ 73 ]               |
| 69  | 137 | 8 июня 1982 года      | Boeing 727-2A1 (212A) авиакомпании VASP                                                           | B727-212A                 | VASP                                                | близ Пакатубы, Форталеза                        | Бразилия             | Столкновение с горой при заходе на посадку                                                                | [ 74 ]               |
| 70  | 135 | 2 августа 1985 года   | Разбившийся самолёт                                                                               | L-1011-385-1              | Delta Air Lines                                     | Даллас                                          | США                  | Крушение при заходе на посадку из-за попадания в микропорыв                                               | [ 75 ]               |
| 71  | 135 | 5 октября 1991 года   | C-130H ВВС Индонезии                                                                              | C-130H-30                 | ВВС Индонезии                                       | Джакарта                                        | Индонезия            | Потеря управления из-за пожара двигателя, падение на учебный центр                                        | [ 76 ]               |
| 72  | 134 | 16 декабря 1960 года  | Douglas DC-8-11 авиакомпании UAL · Lockheed L-1049 Super Constellation авиакомпании TWA           | DC-8-11 L-1049-54         | United Airlines Trans World Airlines                | Нью-Йорк                                        | США                  | Столкновение в воздухе, падение на город                                                                  | [ 77 ] [ 78 ]        |
| 73  | 133 | 4 февраля 1966 года   | Boeing 727-81 авиакомпании All Nippon Airways                                                     | B727-81                   | All Nippon Airways                                  | Токийский залив                                 | Япония               | Падение в воду при заходе на посадку                                                                      | [ 79 ]               |
| 74  | 133 | 19 октября 1988 года  | Разбившийся самолёт                                                                               | B737-2A8                  | Indian Airlines                                     | Чилода-Котарпур, близ Ахмадабада                | Индия                | Столкновение с опорой ЛЭП при заходе на посадку                                                           | [ 80 ]               |
| 75  | 133 | 8 февраля 1993 года   | Ту-154М авиакомпании Iran Air Tours · Су-24 армии IRIAF                                           | Ту-154М Су-24             | Iran Air Tours ВВС Ирана                            | близ Тегерана                                   | Иран                 | Столкновение в воздухе                                                                                    | [ 81 ]               |
| 76  | 132 | 28 июня 1982 года     | Як-42 авиакомпании «Аэрофлот»                                                                     | Як-42                     | Аэрофлот                                            | близ Вербовичей, Гомельская область             | СССР                 | Падение с эшелона, разрушение в воздухе                                                                   | [ 82 ]               |
| 77  | 132 | 19 мая 1993 года      | Boeing 727-46 авиакомпании SAM Colombia                                                           | B727-46                   | SAM Colombia                                        | близ Медельина                                  | Колумбия             | Столкновение с горой                                                                                      | [ 83 ]               |
| 78  | 132 | 8 сентября 1994 года  | Boeing 737-3B7 авиакомпании USAir                                                                 | B737-3B7                  | USAir                                               | Питтсбург                                       | США                  | Крушение при заходе на посадку из-за заклинивания руля направления                                        | [ 84 ]               |
| 79  | 131 | 19 ноября 1977 года   | Разбившийся самолёт                                                                               | B727-282B                 | TAP Air Portugal                                    | Фуншал                                          | Португалия           | Выкатывание за пределы ВПП при посадке                                                                    | [ 85 ]               |
| 80  | 131 | 21 октября 1989 года  | Разбившийся самолёт                                                                               | B727-224                  | TAN-SAHSA ( Continental Airlines)                   | близ Тегусигальпы                               | Гондурас             | Столкновение с горой при заходе на посадку                                                                | [ 86 ]               |
| 81  | 131 | 19 апреля 2000 года   | Boeing 737-200 авиакомпании Air Philippines                                                       | B737-2H4                  | Air Philippines                                     | Самал, близ Давао                               | Филиппины            | Столкновение с горой при заходе на посадку                                                                | [ 87 ]               |
| 82  | 130 | 3 июня 1962 года      | Boeing 707-328B авиакомпании Air France                                                           | B707-328B                 | Air France                                          | Париж                                           | Франция              | Выкатывание за пределы ВПП при взлёте                                                                     | [ 88 ]               |
| 83  | 130 | 8 ноября 1983 года    | Boeing 737-2M2 авиакомпании TAAG Angola Airlines                                                  | B737-2M2                  | TAAG Angola Airlines                                | Лубанго                                         | Ангола               | Крушение при взлёте из-за технической неисправности                                                       | [ 89 ]               |
| 84  | 129 | 18 июня 1953 года     | Douglas C-124A-DL Globemaster II ВВС США                                                          | C-124A-DL                 | ВВС США                                             | Татикава                                        | Япония               | Потеря управления и сваливание в штопор при попытке вернуться в аэропорт                                  | [ 90 ]               |
| 85  | 128 | 30 июня 1956 года     | Douglas DC-7 авиакомпании United Airlines                                                         | L-1049-54-80 DC-7         | Trans World Airlines United Airlines                | Большой каньон                                  | США                  | Столкновение в воздухе                                                                                    | [ 91 ] [ 92 ]        |
| 86  | 128 | 21 января 1980 года   | Разбившийся самолёт                                                                               | B727-86                   | Iran Air                                            | Эльбурс, близ Тегерана                          | Иран                 | Столкновение с горой при заходе на посадку                                                                | [ 93 ]               |
| 87  | 128 | 2 октября 1990 года   | Boeing 737-200 авиакомпании Xiamen Airlines · Boeing 757-21B авиакомпании China Southern Airlines | B737-247 B757-21B         | Xiamen Airlines China Southern Airlines             | Гуанчжоу                                        | Китай                | Угон Boeing 737, столкновение с Boeing 707 и Boeing 757 на ВПП при аварийной посадке                      | [ 94 ] [ 95 ] [ 96 ] |
| 88  | 126 | 20 апреля 1967 года   | Разбившийся самолёт                                                                               | Bristol 175 Britannia 313 | Globe Air                                           | близ Никосии                                    | Кипр                 | Столкновение с холмом при повторном заходе на посадку                                                     | [ 97 ]               |
| 89  | 126 | 20 августа 1975 года  | Ил-62 авиакомпании ČSA                                                                            | Ил-62                     | ČSA                                                 | близ Дамаска                                    | Сирия                | Столкновение с дюной при заходе на посадку                                                                | [ 98 ]               |
| 90  | 125 | 3 января 1994 года    | Ту-154М авиакомпании «Байкал»                                                                     | Ту-154М                   | Байкал                                              | Мамоны, близ Иркутска                           | Россия               | Потеря управления из-за пожара двигателя, падение на здание молочной фермы                                | [ 99 ]               |
| 91  | 125 | 23 ноября 1996 года   | Разбившийся самолёт                                                                               | B767-260ER                | Ethiopian Airlines                                  | Индийский океан, близ Нгазиджи                  | Коморы               | Угон самолёта, аварийная посадка из-за выработки топлива                                                  | [ 100 ]              |
| 92  | 124 | 5 марта 1966 года     | Разбившийся самолёт                                                                               | B707-436                  | BOAC                                                | Фудзи                                           | Япония               | Разрушение в воздухе из-за сильной турбулентности                                                         | [ 101 ]              |
| 93  | 123 | 20 апреля 1968 года   | Boeing 707-344 авиакомпании South African Airways                                                 | B707-344C                 | South African Airways                               | близ Виндхука                                   | ЮАР                  | Крушение при наборе высоты                                                                                | [ 102 ]              |
| 94  | 123 | 11 июля 1973 года     | Boeing 707-345C авиакомпании VARIG                                                                | B707-345C                 | VARIG                                               | близ Парижа                                     | Франция              | Пожар на борту                                                                                            | [ 103 ]              |
| 95  | 123 | 29 февраля 1996 года  | Boeing 737-200 авиакомпании Faucett                                                               | B737-222                  | Faucett                                             | близ Арекипы                                    | Перу                 | Столкновение с горой при заходе на посадку                                                                | [ 104 ]              |
| 96  | 122 | 18 мая 1972 года      |                                                                                                   | Ан-10А                    | Аэрофлот                                            | близ Русской Лозовой, Харьковская область       | СССР                 | Разрушение в воздухе из-за усталости металла                                                              | [ 105 ]              |
| 97  | 122 | 13 октября 1973 года  | Ту-104Б авиакомпании «Аэрофлот»                                                                   | Ту-104Б                   | Аэрофлот                                            | близ Яковлева, Московская область               | СССР                 | Крушение при заходе на посадку из-за отказа навигационных приборов                                        | [ 106 ]              |
| 98  | 121 | 20 мая 1965 года      | Boeing 720-040B авиакомпании PIA                                                                  | B720-040B                 | PIA                                                 | близ Каира                                      | Египет               | Крушение при заходе на посадку                                                                            | [ 107 ]              |
| 99  | 120 | 23 июня 1969 года     | Ан-12БП ВВС СССР · Ил-14 авиакомпании «Аэрофлот»                                                  | Ан-12БП Ил-14М            | ВВС СССР Аэрофлот                                   | Юхновский район, Калужская область              | СССР                 | Столкновение в воздухе                                                                                    | [ 108 ]              |
| 100 | 119 | 11 июля 1983 года     | Разбившийся самолёт                                                                               | B737-2V2                  | TAME                                                | близ Куэнки                                     | Эквадор              | Столкновение с горой при заходе на посадку                                                                | [ 109 ]              |